# NGC 6920
NGC 6920 est une galaxie lenticulaire située dans la constellation de l'Octant. Sa vitesse par rapport au fond diffus cosmologique est de 2 592 ± 7 km/s, ce qui correspond à une distance de Hubble de 38,2 ± 2,7 Mpc (∼125 millions d'al). NGC 6920 a été découverte par l'astronome britannique John Herschel en 1835.
NGC 6920 présente une large raie HI.
Selon Soares et ses collègues, NGC 6920 et ESO 026-005 forment une paire de galaxies. La distance de Hubble d'ESO 026-005 est de 40,30 ± 2,82 (∼), ce qui est semblable à celle de NGC 3513 confirmant ainsi qu'il s'agit d'une paire réelle de galaxies.